# Ґуро Рейтен
Ґуро Рейтен (норв. Guro Reiten, нар. 26 липня 1994) — норвезька футболістка, нападниця англійського клубу «Челсі» і збірної Норвегії.